# Mistrzostwa Europy w Judo 1983
31. Mistrzostwa Europy w Judo odbyły się w 1983 roku. Turniej mężczyzn odbył się w dniach 12-15 maja w Paryżu. Kobiety rywalizowały w Genui między 5 i 6 marca. Nie rozgrywano turnieju drużynowego.  

## Klasyfikacja medalowa
| Miejsce | Państwo         |    |    |    | Razem |
| ------- | --------------- | -- | -- | -- | ----- |
| 1       | Wielka Brytania | 4  | 1  | 1  | 6     |
| 2       | ZSRR            | 4  | 0  | 3  | 7     |
| 3       | Francja         | 3  | 4  | 4  | 11    |
| 4       | Włochy          | 2  | 3  | 2  | 7     |
| 5       | Belgia          | 2  | 1  | 1  | 4     |
| 6       | Austria         | 1  | 1  | 5  | 7     |
| 7       | RFN             | 0  | 2  | 8  | 10    |
| 8       | Polska          | 0  | 1  | 2  | 3     |
| 9       | Finlandia       | 0  | 1  | 1  | 2     |
| 10      | Bułgaria        | 0  | 1  | 0  | 1     |
| .       | Czechosłowacja  | 0  | 1  | 0  | 1     |
| 12      | NRD             | 0  | 0  | 3  | 3     |
| 13      | Holandia        | 0  | 0  | 2  | 2     |
| Razem   | Razem           | 16 | 16 | 32 | 64    |

## Medaliści

### Mężczyźni
| Konkurencja: | Złoto:           | Srebro:             | Brąz:                                   |
| −60kg        | Chazriet Tleceri | Andrzej Dziemianiuk | Peter Jupke Klaus-Peter Stollberg       |
| −65kg        | Thierry Rey      | Jaroslav Kříž       | Janusz Pawłowski Nikołaj Sołoduchin     |
| −71kg        | Richard Melillo  | Ezio Gamba          | Steffen Stranz Karl-Heinz Lehmann       |
| −78kg        | Neil Adams       | Seppo Myllylä       | Andrzej Sądej Szota Chabareli           |
| −86kg        | Vitaly Pesnyak   | Peter Seisenbacher  | Detlef Ultsch Mario Vecchi              |
| −95kg        | Valery Divisenko | Roger Vachon        | Robert Van de Walle Günther Neureuther  |
| Ponad 95kg   | Khabil Biktashev | Dimityr Zaprjanow   | Alexander von der Groeben Angelo Parisi |
| −Open        | Angelo Parisi    | Robert Van de Walle | Juha Salonen Grigory Verichev           |

### Kobiety
| Konkurencja: | Złoto:             | Srebro:            | Brąz:                                      |
| −48kg        | Karen Briggs       | Anna-Maria Valvano | Fabienne Boffin Birgit Friedrich           |
| −52kg        | Loretta Doyle      | Pascale Doger      | Patricia Montaguti Edith Hrovat            |
| −56kg        | Gerda Winklbauer   | Regina Philips     | Liesbeth Beeks Béatrice Rodriguez          |
| −61kg        | Ann Hughes         | Gabriele Ritschel  | Martine Rottier Herta Reiter               |
| −66kg        | Laura Di Toma      | Dawn Netherwood    | Alexandra Schreiber Gertrude Kranzl-Kobler |
| −72kg        | Ingrid Berghmans   | Véronique Vigneron | Barbara Claßen Karin Posch                 |
| Ponad 72kg   | Maria Teresa Motta | Natalina Lupino    | Marjolein van Unen Helen Wantling          |
| −Open        | Ingrid Berghmans   | Maria Teresa Motta | Barbara Claßen Karin Posch                 |